# Porteo
El porteo es la acción por la cual un adulto carga y/o desplaza o transporta a un niño o niña, normalmente un bebé, ya sea recién nacido o de más edad, ayudándose de un determinado sistema que une a ambos y que está confeccionado generalmente con tela.

## Qué es el porteo
Acción por la cual un adulto carga el peso de un niño, normalmente un bebé, ya sea recién nacido o de más edad, ayudándose de un determinado sistema que une a ambos y que está confeccionado generalmente con tela. El porteo mediante portabebés permite al adulto poder prescindir del uso de los brazos para la carga del niño, con lo que tiene libertad de movimientos. Se trata de una práctica ancestral que muchas culturas alrededor del mundo han utilizado como método de transporte de los hijos hasta la aparición de otros sistemas como los carritos y las sillas de paseo. Actualmente esta práctica se ha vuelto a extender y popularizar no sólo como medio de transporte sino también como parte de una filosofía de crianza basada en el apego que promueve el contacto físico entre los niños y sus progenitores desde el nacimiento.

## Beneficios del porteo
Ente los beneficios del porteo podemos encontrar: -	Fortalece el vínculo entre padres o cuidadores y niños. -	El niño crece con una sensación de seguridad y tranquilidad mayor. -	Se reducen los episodios de llantos por cuestiones controlables. -	Mejora el sueño del niño. -	Favorece la termorregulación por contacto, -	Mejora las digestiones y disminuyen los cólicos debido a la posición vertical. -	Favorece la lactancia materna. -	Mejora el desarrollo emocional gracias al contacto físico continuado. -	Adulto y niño ganan fortaleza física por el desarrollo de tono muscular.

## Porteo ergonómico y no ergonómico
El porteo ergonómico respeta la posición natural del niño sin forzarle a ir en una postura antinatural. Por el contrario, el porteo no ergonómico no respeta esa posición y puede producir dolencias y sobrecargas tanto en el niño como en el adulto.

## Posiciones de carga
Se puede portear a niños en diferentes posiciones de carga: -	Al frente: El niño queda situado en la zona frontal del cuerpo del adulto a una altura que dependerá de su edad y talla. Lo recomendable es que vaya mirando hacia el porteador. -	A la cadera: El niño se posiciona sobre un lateral del cuerpo del adulto, sobre el hueso de la cadera, aunque el peso recae sobre el portabebés. -	A la espalda: El niño se sitúa sobre la espalda del adulto, mirando en la misma dirección que éste. -	En cuna: Se trata de una posición no apta para porteo prolongado que implique movimiento, aunque sí se pueden utilizar portabebés para colocar al niño en esta posición semi-recostada en el frontal del cuerpo en momentos puntuales como por ejemplo para darle de mamar.